# Eumyrmococcus nipponensis
Eumyrmococcus nipponensis är en insektsart som beskrevs av Mamoru Terayama 1986. Eumyrmococcus nipponensis ingår i släktet Eumyrmococcus och familjen ullsköldlöss. Inga underarter finns listade i Catalogue of Life.